# استیو میکس
استیو میکس (انگلیسی: Steve Mix؛ زاده ۳۰ دسامبر ۱۹۴۷) یک بازیکن بسکتبال اهل ایالات متحده آمریکا است.